# راسمیکیه‌وو
راسمیکیه‌وو (انگلیسی: Rasmikeyevo) یک شهرک در شهرستان ایگلینسکی استان باشقیرستان کشور روسیه است.